# Nigel Barrie
Nigel Barrie (5 de fevereiro de 1889, Calcutá, Índia – 8 de outubro de 1971, Inglaterra) foi um ator britânico nascido na Índia.

## Filmografia selecionada
- Bab's Diary (1917) com Marguerite Clark
- Bab's Burglar (1917) com Marguerite Clark
- Bab's Matinee Idol (1917) com Marguerite Clark
- Widow by Proxy (1919) com Marguerite Clark
- The Honey Bee (1920)
- The Little Minister (1921)
- Fires of Fate (1923)
- Lights of London (1923)
- Comedy of the Heart (1924)
- The Tower of Silence (1924)
- Express Train of Love (1925)
- Hogan's Alley (1925)
- The Amateur Gentleman (1926)
- Husband Hunters (1927)
- The Climbers (1927)
- The Shield of Honour (1927)
- The Ringer (1928)
- The Forger (1928)
- Cocktails (1928)
- The Plaything (1929)
- Under the Greenwood Tree (1929)
- Dreyfus (1931)
- Passenger to London (1937)